# رف ولونه
رف ولونه (ایتالیایی: Raf Vallone; ۱۷ فوریهٔ ۱۹۱۶ – ۳۱ اکتبر ۲۰۰۲) یک هنرپیشه و بازیکن فوتبال اهل ایتالیا بود. وی بین سال‌های ۱۹۴۹ تا ۲۰۰۰ میلادی فعالیت می‌کرد.
وی که بازیکن تورینو در سری آ بوده و از سال ۱۹۳۴ تا ۱۹۴۱ فعالیت حرفه‌ای فوتبال داشته پس از آن وارد عرصه سینما و بازیگری شده‌است.

## زندگی‌نامه
او در سال ۱۹۱۶ در تروپئا متولد شده و پسر یک وکیل بوده‌است. او در دانشگاه تورین حقوق و فلسفه خوانده و در شرکت وکالت پدرش کار می‌کرد.
او از کودکی به صورت حرفه‌ای برای باشگاه فوتبال تورینو در سری آ ایتالیا بازی می‌کرده و برای این باشگاه در سال ۱۹۹۵–۱۹۹۶ جام حذفی فوتبال ایتالیا را به ارمغان آورده.
او اولین فیلمش را در سال ۱۹۴۲ با نام We the Living بازی کرد.
او به دلیل سکته قلبی در سال ۲۰۰۰ در گذشت.

## بخشی از فیلم‌شناسی
- آنا (۱۹۵۱)
- نشان ونوس (۱۹۵۳)
- دو زن (۱۹۶۱)
- ال سید (۱۹۶۱)
- نمایی از پل (۱۹۶۲)
- فدرا (۱۹۶۲)
- کاردینال (۱۹۶۳)
- حمله سری (۱۹۶۴)
- هارلو (۱۹۶۵)
- نوادا اسمیت (۱۹۶۶)
- توپ برای کوردوبا (۱۹۷۰)
- سیمونا (۱۹۷۴)
- مارکو ویسکونتی (۱۹۷۵)
- آن‌سوی نیمه شب (۱۹۷۷)
- وکیل مدافع شیطان (۱۹۷۸)
- رابطه تقریباً کامل (۱۹۷۹)
- عمر مختار (۱۹۸۱)
- پدرخوانده: قسمت سوم (۱۹۹۰)
- فصلی از زندگی بزرگان (۱۹۹۰)